# Comitatul Sonoma, California
Comitatul Sonoma se află în statul California, S.U.A. După recensământul din 2010, populația sa era de 483.878 de locuitori. Reședința comitatului și cel mai mare oraș este Santa Rosa. Este situat la nord de comitatul Marin și la sud de comitatul Mendocino, la vest de comitatul Napa și de comitatul Lake.

## Legături externe
- Sonoma County official website
- Sonoma.com
- Sonoma Economic Development Board Arhivat în 20 octombrie 2014, la Wayback Machine.
- Comitatul Sonoma, California pe Curlie
- Parks and Recreation in Sonoma County
- Sonoma County Historical Society
- North Bay Regional Collection at Sonoma State University Library